# Kadenia
Kadenia Lavrova & V.N.Tikhom. – rodzaj roślin należący do rodziny selerowatych. Obejmuje dwa gatunki wyodrębnione w latach 80. XX wieku z rodzaju selernica Cnidium. Oba gatunki występują w Eurazji. Selernica żyłkowana K. dubia rośnie na wilgotnych łąkach od Europy Środkowej po wschodnią Syberię (w tym także w Polsce), natomiast K. salina spotykana jest na brzegach słonych jezior w Syberii, Mongolii i północnych Chinach.

## Morfologia
PokrójByliny o pędach nagich, z korzeniem palowym lub krótkim kłączem i korzeniami przybyszowmi.
LiścieOgonkowe, z blaszką liściową dwu- lub trzykrotnie pierzastozłożoną. Odcinki liści równowąskie do lancetowatych, na wierzchołku zaostrzone.
KwiatyZebrane w baldachy, pod którymi pokryw i pokrywek brak lub jest ich kilka i są szydlaste. Promienie są nagie lub szorstkie, podobnej długości, stąd kwiatostany są półkuliste. Kielich silnie zredukowany lub ząbki są widoczne i wówczas trójkątne, zaostrzone. Płatki korony są białe.
OwoceRozłupki nagie, szerokolancetowate do jajowatych, wyraźnie żeberkowane i nieco spłaszczone.

## Systematyka
Pozycja systematyczna
Rodzaj w obrębie rodziny selerowatych (baldaszkowatych) Apiaceae klasyfikowany jest do podrodziny Apioideae, plemienia Selineae. Rodzaj jest jednym z kilku wyodrębnionych z szeroko ujmowanych i w tradycyjnym ujęciu w efekcie polifiletycznych rodzajów selernica Cnidium i olszewnik Selinum.
Wykaz gatunków
- Kadenia dubia (Schkuhr) Lavrova & V.N.Tikhom. – selernica żyłkowana
- Kadenia salina (Turcz.) Lavrova & V.N.Tikhom.